# Clotilde Catalán de Ocón y Gayolá
Clotilde Catalán de Ocón y Gayolá (Calatayud, 1 de marzo de 1863-Barcelona, 12 de mayo de 1946) fue una entomóloga y poetisa española que destacó por su estudio de los lepidópteros en la sierra de Albarracín. Fue la primera mujer española que ejerció de forma activa la entomología, su hermana Blanca, a su vez, es considerada la primera mujer española en ejercer la botánica. También fue autora de diferentes poemas firmados como La Hija del Cabriel.

## Trayectoria
Catalán nació en Calatayud, de Loreto de Gayolá (1839-1887) y Manuel Catalán de Ocón (1822-1899), una familia aragonesa. Vivió gran parte de su infancia y juventud en Monreal del Campo, el pueblo de su padre. Con su familia, pasaba largos periodos de tiempo en “La Campana”, la casa que sus padres poseían en Valdecabriel, entre los municipios de El Vallecillo y Frías de Albarracín, de Teruel. Su madre, que había sido educada en Suiza, alentó a sus dos hijas, Clotilde y Blanca, a desarrollar sus intereses por la botánica y la entomología.
Aunque Catalán no cursó estudios reglados, se formó con Bernardo Zapater y Marconell, canónigo de Albarracín y uno de los mayores eruditos en botánica en España, que la puso en contacto con otros estudiosos de esa ciencia. Así, se convirtió en una notable coleccionista de insectos y formó una colección de lepidópteros que fue clasificando poco a poco. Una parte de esta colección fue publicada en la revista Miscelánea Turolense en 1894, bajo el epígrafe de Fauna entomológica turolense y el subtítulo de Catálogo de Lepidópteros que han sido cazados en el Valle de Valdecabriel por la Señorita Clotilde Catalán de Ocón, aunque la pieza lleva la firma de Bernardo Zapater.
Catalán también destacó como poetisa, afición iniciada desde su niñez y que se extendió hasta el primer tercio del siglo XX. Sus poemas bucólicos giraban en torno a las virtudes humanas y a las sensaciones que se perciben durante el contacto con la naturaleza. Abundan en sus textos las referencias a la zona en la que vivía, con referencias “A mi valle”, “El sueño del Cabriel” o “La sierra de Albarracín”, y en sus elegías Súplica, Tristeza, Cantares, Del Pasado, Ayer y Hoy o Adiós a Valdecabriel. Todos ellos solía firmarlos como La Hija del Cabriel.
Tras el fallecimiento de su madre y de su hermana Blanca, en 1904, se mudó a Figueras a una propiedad de su familia materna. Aunque había mantenido una estrecha relación con su hermana, al fallecer tan pronto, el contacto con sus sobrinos y su cuñado se fue perdiendo. Tras una larga estancia en Madrid, se instaló definitivamente en Barcelona y falleció allí, a la edad de ochenta y tres años, el 12 de mayo de 1946. Está enterrada en el panteón familiar del cementerio de Figueras.

## Obra
El periódico turolense La Provincia publicó en 1880 el Catálogo de lepidóteros de la Señorita Blanca Catalán de Ocón. Parte de sus citas fueron publicadas después en Miscelánea Turolense, en 1894, bajo el epígrafe de Fauna entomológica turolense y el subtítulo de Catálogo de los lepidópteros que han sido cazados en el valle de Valdecabriel por la Señorita Clotilde Catalán de Ocón, aunque el trabajo lleva la firma de Bernardo Zapater. Se trata de una relación de 54 mariposas con su correspondiente nombre científico. La colección entomológica de Clotilde debía ser muy valiosa a juzgar por las palabras que escribe Zapater: “La joven y distinguida Señorita Clotilde Catalán de Ocón de cuya afición a los lepidópteros nos prometemos mucho, ha llamado la atención de los entomólogos por las raras especies que ha sabido capturar en el Valle de Valdecabriel, pudiendo citar entre otras muchas, la Colias Edussa, Hyale, Polyommatus Gordius, Lyaena Baetica y Coridon, Lyccena Damon, Melitaca Artemis, una bonita Melitacca, Parthenie muy rara en nuestro país, y la Coenonympha iphioides que es una variedad subalpina muy interesante”.
Su faceta como poetisa es lo que dio más notoriedad a Clotilde Catalán de Ocón y Gayolá. Sus colaboraciones en la prensa de la época fueron frecuentes, con el seudónimo de "La hija del Cabriel" y, generalmente, con composiciones de marcado carácter romántico y melancólico. Por ejemplo, en la Revista del Turia, el 1 de febrero de 1888 publicó su Contestación a la poesía 'El ruiseñor de mi jardín', publicada por D. José Mª Catalán en un periódico de Alcañiz. En El Turolense, firmó A mi valle, A Manolita y José María, Adiós al valle, No te olvido... También publicó A una mosca en El Eco de Teruel, Ante la tumba de mi madre en Miscelánea turolense y otros escritos en el Cancionero de los Amantes de Teruel.

## Reconocimientos
Catalán hizo alguna inversión inmobiliaria en la Ciudad Lineal de las inmediaciones de Madrid. Por ello en dicha zona durante muchos años hubo una calle dedicada a “Clotilde Catalán” y que todavía subsistía a mediados de los años 1950. Después fue renombrada.